# Bellewaerde
Bellewaerde est un parc d'attractions et un parc zoologique belge flamand, situé dans la province de Flandre-Occidentale, à Ypres. Fondé par Albert Florizoone sous le nom de Centre touristique de Bellewaerde en 1954 sur l'un des sites de la bataille d'Ypres de la Première Guerre mondiale, et nommé d'après le château qui se dresse encore près de l'entrée principale, il est aujourd'hui la propriété du groupe français la Compagnie des Alpes, filiale de la Caisse des dépôts et consignations.
Il comporte 29 attractions et présente 300 animaux de 130 espèces, dispersés dans les six zones du parc, qui s'étend sur 54 hectares. Parmi ceux-ci, des girafes de Rothschild, des éléphants d'Asie, des tigres, des lions et des léopards de l'Amour.
Le parc est membre permanent de l'Association européenne des zoos et aquariums. En 2017, il a accueilli environ 800 000 visiteurs. Il compte 69 employés permanents et 150 saisonniers.
Le parc aquatique Bellewaerde Aquapark ouvre ses portes le 1er juillet 2019.

## Historique

### Le parc animalier et de loisirs
Le 3 juillet 1954, Albert Florizoone fonde le centre touristique de Bellewaerde (Touristisch Centrum Bellewaerde). C'est à la fois un parc ornithologique où les adultes peuvent observer différentes espèces d’oiseaux exotiques et un parc de loisirs pour les enfants dont Kabouterland (le pays des lutins) avec des poupées mécaniques. Albert Florizoone est le cousin d'Alberic-Joseph, celui-ci est le fondateur de Meli Park à Adinkerque qui deviendra Plopsaland De Panne en 2000.
En octobre 1967, Albert Florizoone décède. Sa femme Maria Legrand et ses fils Luc, Carlo et Éric reprennent les rênes du parc. Ils décident de transformer le parc en un safari où le public peut croiser les animaux en liberté. Ce qui est chose faite en 1969 avec l'inauguration par Gustave Breyne du safari pédestre. L'éléphant Mony fait son entrée à Bellewaerde la même année. En 1972, le safari est agrandi avec l'enclos des lions traversé par les trains Nairobi, de petits trains transportant les visiteurs. En 1974, le parc animalier poursuit son enrichissement avec d'abord des tigres du Bengale puis des girafes, zèbres, antilopes, flamants roses, gnous et autres animaux exotiques.

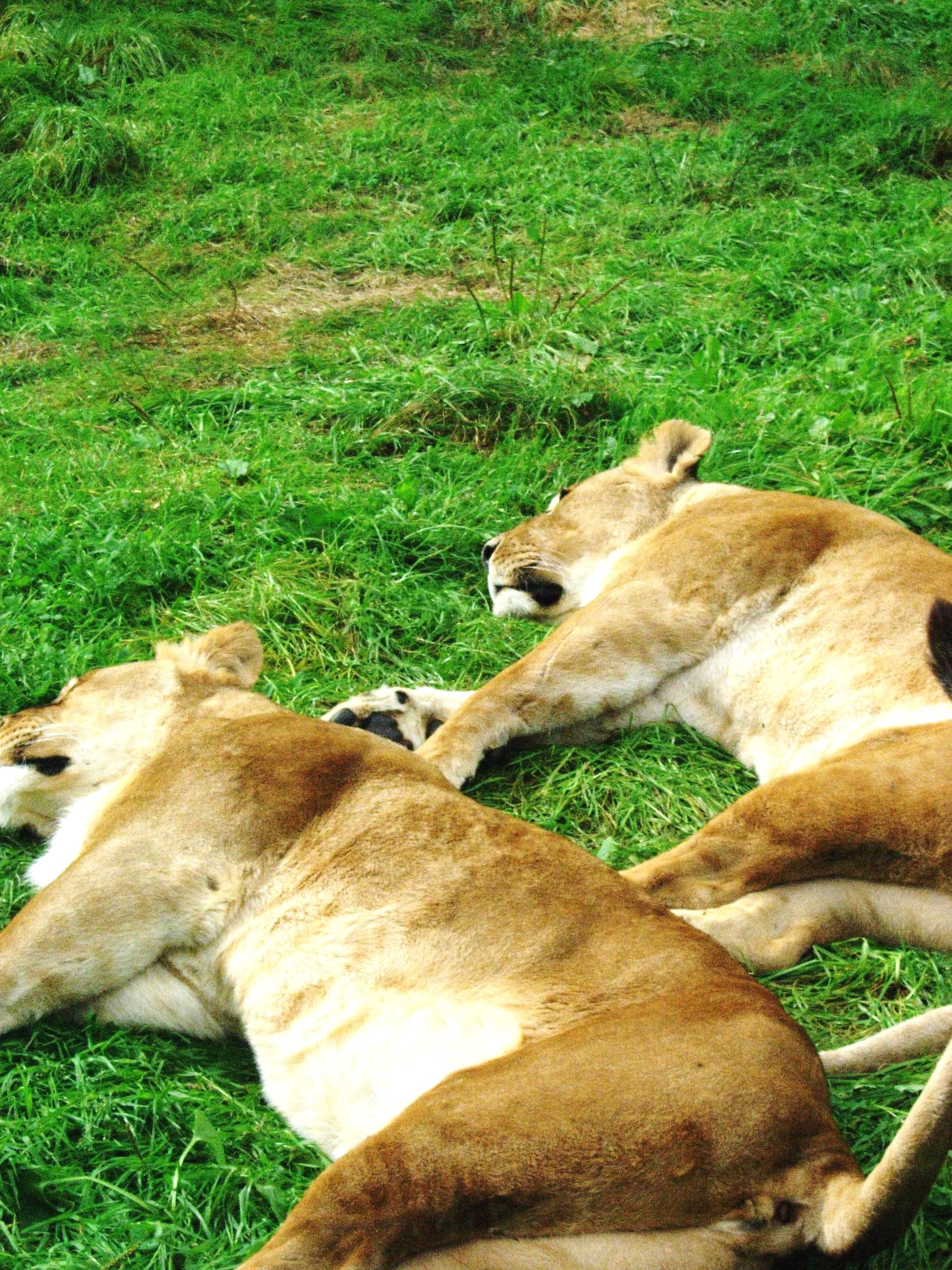
Lionnes du parc
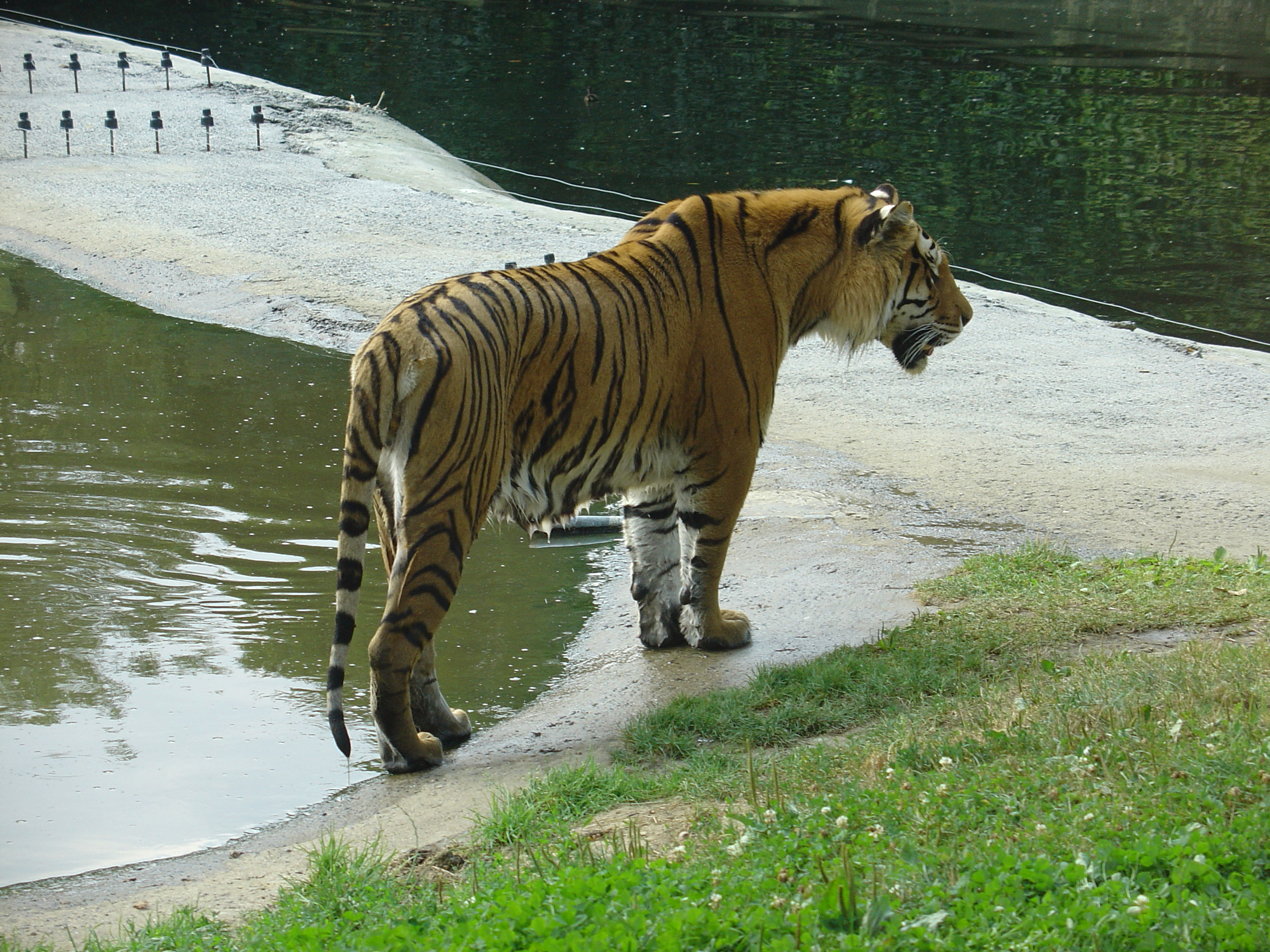
Tigre du Bengal express
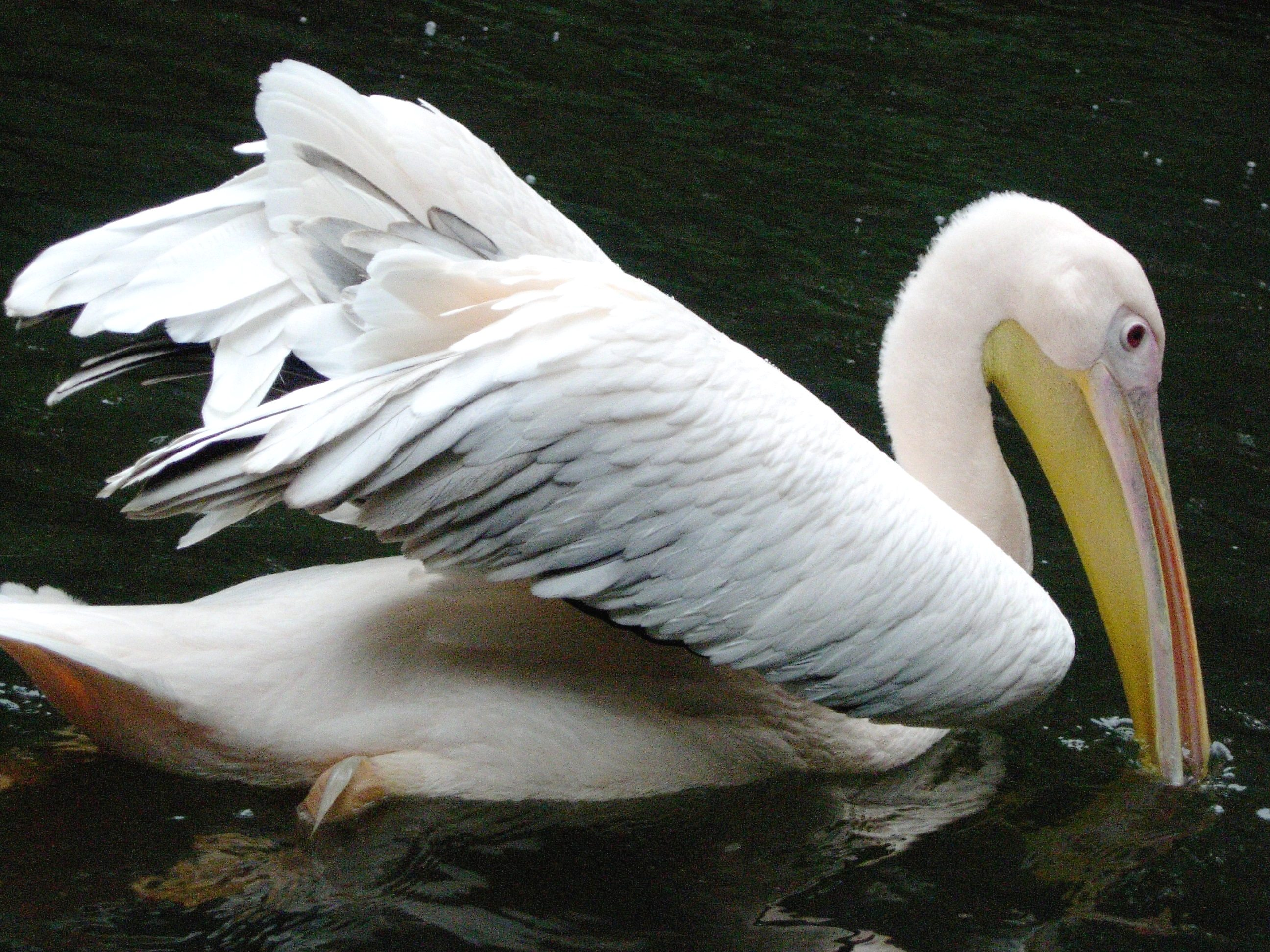
Pélican de Jungle mission
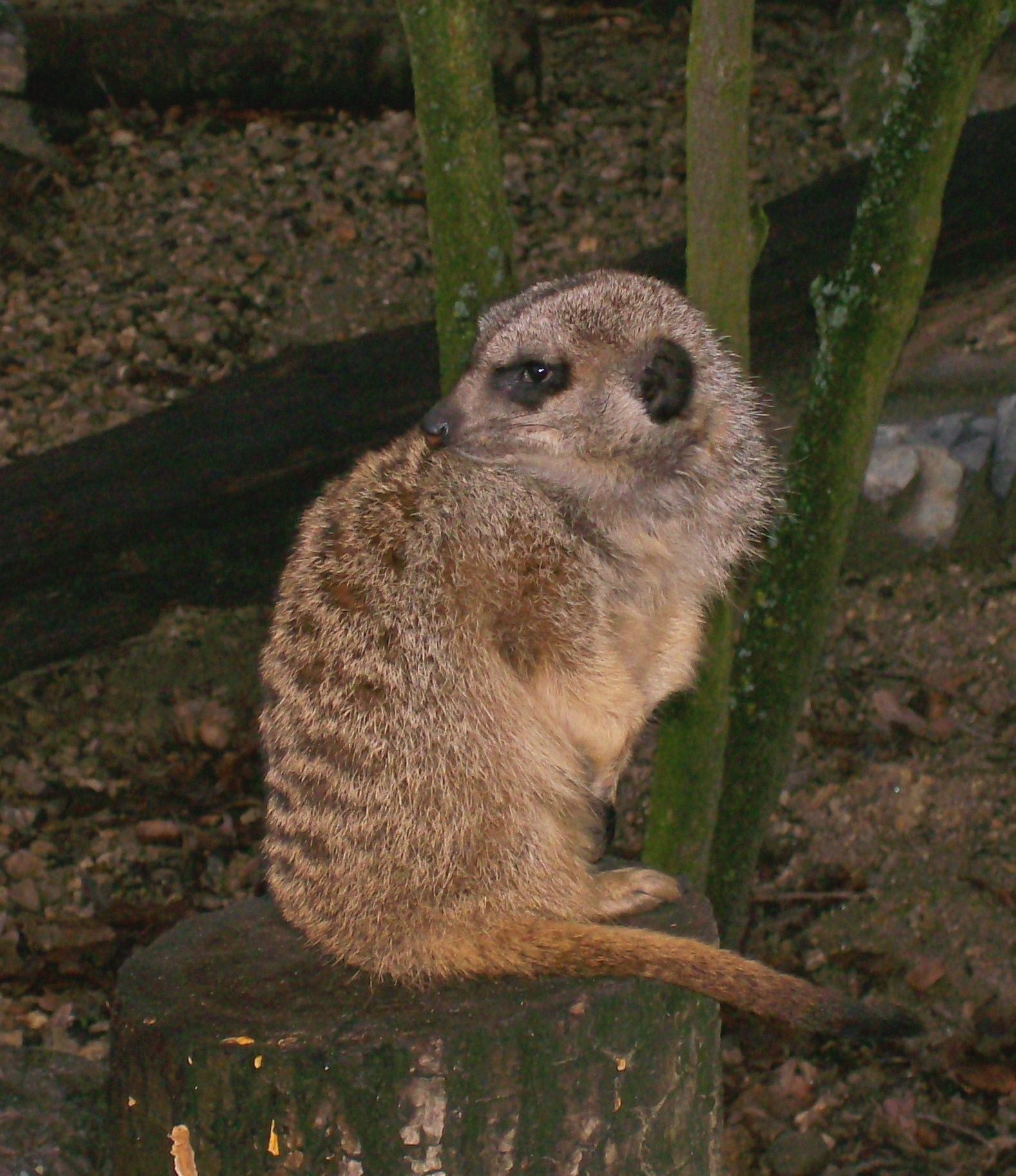
Suricate

### Le parc à thèmes

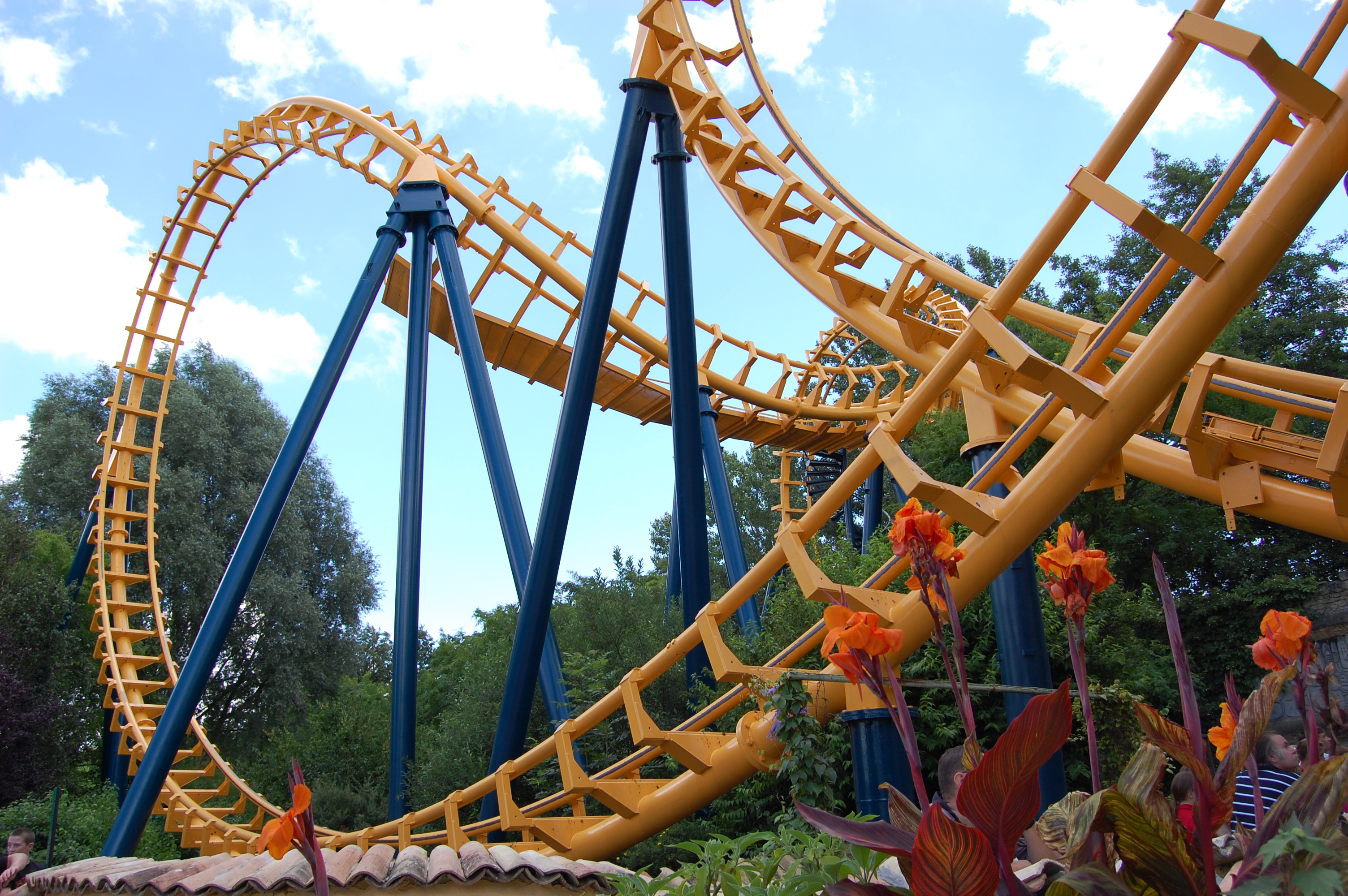
Boomerang

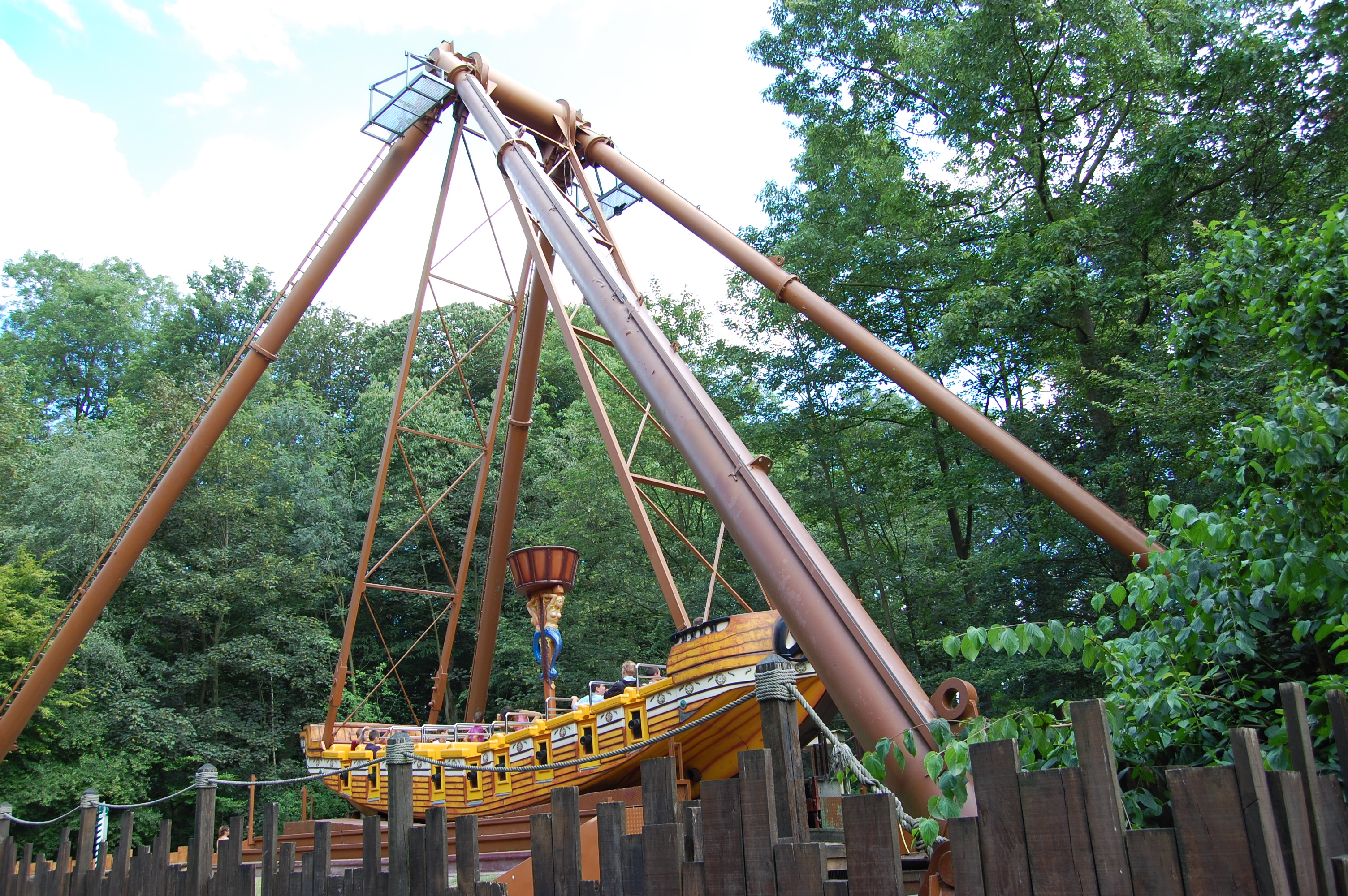
Bateau pirate

En 1978, une nouvelle zone apparaît à la suite d'importants travaux, la Jungle, qui présente plus de 200 plantes et oiseaux exotiques dans un tow boat ride.
Un circuit de bûches (Gold Rush River) est inauguré en 1980. Il est rebaptisé River Splash. Un nouveau thème apparaît en 1981 avec l'ouverture de Frontier City, rebaptisée ultérieurement Far West. Cette partie du parc recrée un village de cow-boys avec son saloon, ses « general stores » et quelques attractions dont les Vieux Tacots, l’Enterprise et la Coccinelle, un parcours de montagnes russes. En 1982, une zone du parc est agencée pour correspondre à l'univers des deux héros de bande dessinée flamande, Bob et Bobette. Elle est située le long de la rivière de tow boat ride traversant la jungle et permet de découvrir une adaptation de l'album L’œuf bourdonnant, 73e album de la série rouge. Le parc inaugure en 1983 un monorail de l'entreprise Yproise Mahieu qui permet de découvrir les zones du Far West et de la Jungle depuis les airs. L'année suivante, Bellewaerde propose un nouveau thème à ses visiteurs, le Mexique. Le parc ouvre aussi un deuxième parcours de montagnes russes, le Boomerang construit par Vekoma, première mondiale ex æquo avec La Ronde. De plus, le parc entame la présentation d'un spectacle de plongeurs, l’Acapulco Show. En 1985, une nouvelle zone est ouverte pour les plus petits, Pepinoland (renommée plus tard KidsPark).
La nouveauté 1986 est le Tico Tico Show, un spectacle d’animatroniques construit par Space Leisure. La même année, le parc s'agrandit grâce à l'achat de 27 hectares dont douze hectares ouvert au public avec de nouvelles attractions ouvertes en 1987 comme le Bateau pirate et Octopus. En 1988, Bengal Rapid River est une attraction de type rivière rapide en bouées qui inaugure la section de l'Inde. Les trains Nairobi sont supprimés tandis que dans cette nouvelle zone derrière le Bengal Rapid River, deux nouveaux trains du constructeur Vekoma sont installés et sont nommés Bengal Express. Les quatre nouvelles attractions de la saison 1989 sont les Tasses à café, Peter Pan, Big Chute et Dancing Queen (ce dernier fermera en 2004).

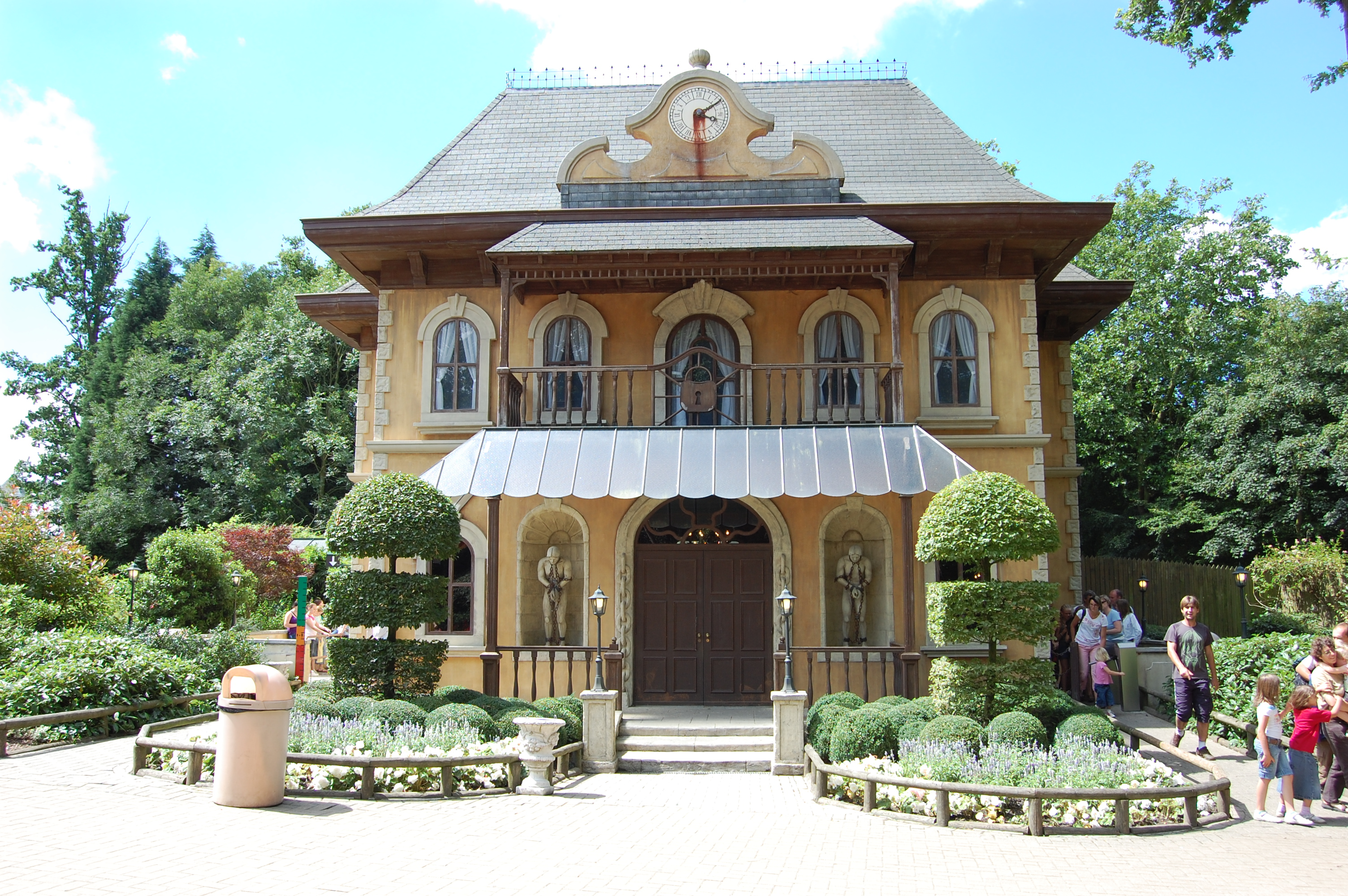
Houdini

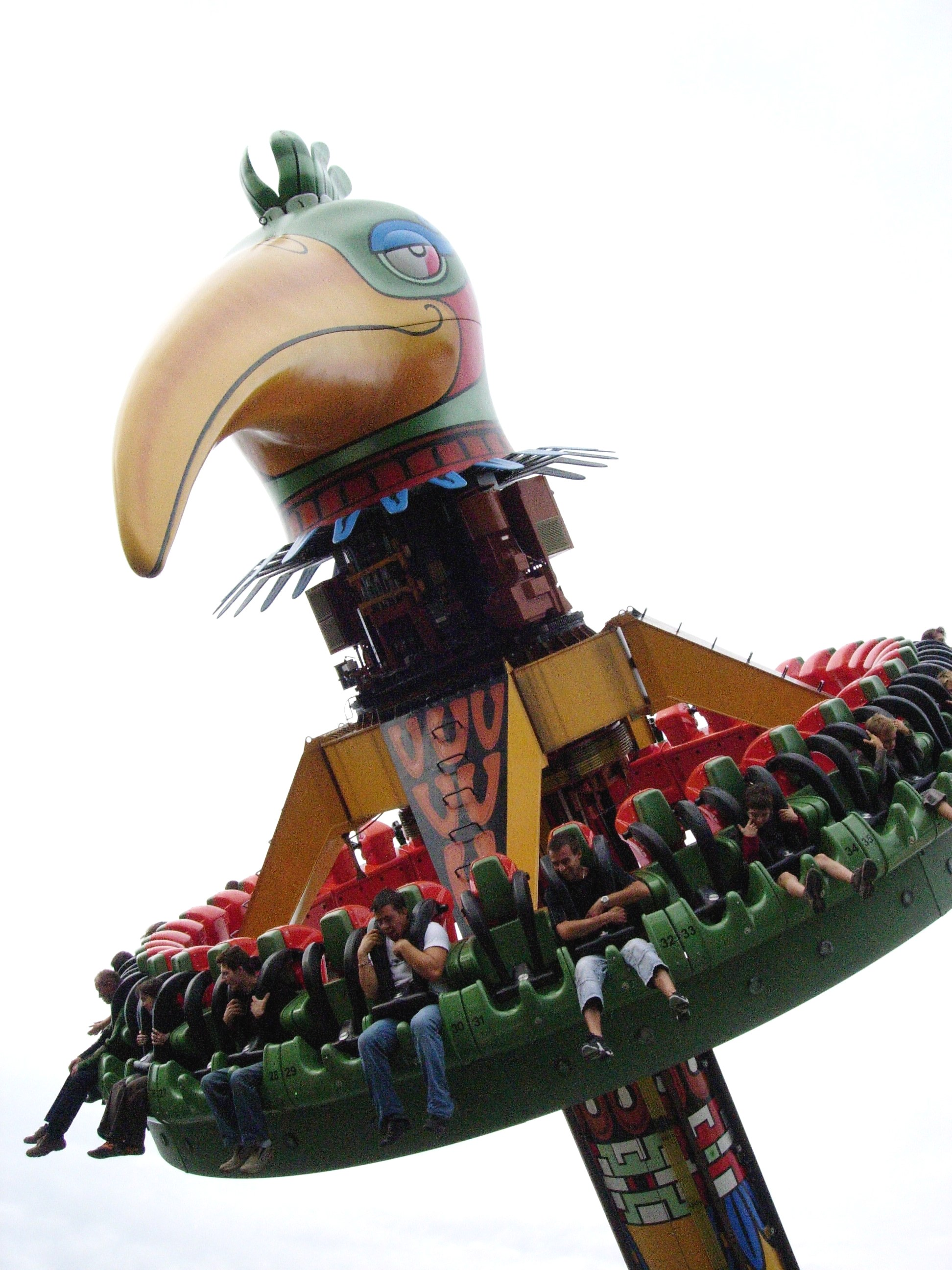
El Volador

La nouveauté de la saison 1990 est un spectacle de ski nautique en provenance de Floride. Le 22 novembre 1990, Bellewaerde est absorbé par le groupe Walibi,,. Récemment introduit à la Bourse de Bruxelles (le 24 juin 1988), Walibi émet des actions à hauteur de la valeur de Bellewaerde et celles-ci sont cédées à Luc, Éric et Carlo Florizoone en échange du parc yprois. Ceux-ci sont intégrés à la direction du groupe.
En 1991, une attraction de type croisière scénique inspirée des parcs Disney apparaît, Los Piratas dont l'inspiration est Pirates of the Caribbean.
En 1994, le parc fête son 40e anniversaire avec de nombreux événements dont le château de fleurs garni d'une partie des 200 000 fleurs décorant le parc.
En 1995, le parc ouvre l'attraction Niagara, une attraction de type Shoot the Chute du constructeur Interlink. À cette occasion, Bellewaerde inaugure une nouvelle zone à thème : Canada. Contrairement aux résultats positifs récoltés après pareils investissements et dans une période moins lucrative, les chiffres attendus ne décollent pas.
En 1997, l'attraction tow boat ride de Bob et Bobette change de thème. Les personnages de la bande dessinée disparaissent au profit de la Voodoo River. L'attraction Octopus est rénovée et une colonie de singes capucin s'établit sur l’île aux singes. En cette année, le parc accueille 700 000 visiteurs.
À la fin de l'année 1997, le propriétaire de l'entreprise Walibi négocie la vente d'une grande partie de ses sites de loisirs avec la société américaine Premier Parks, un opérateur de parcs d'attractions aux États-Unis,. L'acquisition du groupe et donc de Bellewaerde est annoncée officiellement en décembre et est clôturée en mars 1998 peu après l'introduction de Premier Parks à la New York Stock Exchange.
En 1999, le parc accueille trois nouvelles attractions : Screaming Eagle, la Maison Magique de Houdini et Flying Carrousel. Premier Parks se rebaptise Six Flags en 2000.
Depuis octobre 2001, le parc accueille ses visiteurs pour Halloween.
En 2002, la zone Pepinoland est totalement rénovée et devient KidsPark. Sept attractions seront ajoutées : la Grenouille, le Train Expres, les Papillons, le Tuff Tuff, le Carrosse Fou, la Mini-roue et les Ballons Dansants.

### 50 ans
En 2004, le parc fête ses 50 ans et accueille d'avril à août le cirque Il Florilegio. En mars, peu avant le début de saison, Six Flags cède sa division européenne à un fonds d'investissement privé londonien, Palamon Capital Partners, qui crée le groupe Star Parks désormais chargé de la gestion du parc,. La fréquentation atteint cette saison un total de 780 000 visiteurs.
En 2005, le parc accueille une fois de plus une première mondiale avec l'attraction El Volador remplaçant le manège forain Dancing Queen revendu à un parc néerlandais. En 2005, la fréquentation se situe autour de 800 000 entrées. De plus, le parc ouvre pour une période hivernale. Ainsi en 2006 - 2007, le parc est fermé du 5 novembre 2006 au 25 décembre, le 31 décembre, le 1er janvier 2007 et du 8 janvier jusqu'au 30 mars 2007.
En 2006, deux nouvelles attractions sont ajoutées dans la zone mexicaine : Le cinéma 4-D et El Toro. En mai 2006, le parc tombe dans le giron de la Compagnie des Alpes. La fréquentation se chiffre à 700 000 visiteurs.
En 2007, Bellewaerde projette un nouveau film d'animation au cinéma en quatre dimensions : Fly Me to the Moon. Une deuxième île aux singes est inaugurée et accueille une famille de saïmiris et le parc construit un nouvel espace destiné à différentes espèces de lémuriens.

Ancien logo

Au début de l'été 2008, le gouvernement fédéral estime que Bellewaerde Park satisfaisait l’ensemble des normes spécifiques à l’accueil des animaux et lui attribue ainsi officiellement le statut de zoo. Cette reconnaissance est confirmée fin août 2008 par l’organisation pour le bien-être des animaux, Gaia, qui a publié un rapport positif sur le parc. Le 3 juillet 2008, le premier ministre Yves Leterme inaugure officiellement la Savane. Dans ce nouvel enclos représentant un investissement de 800 000 €, les visiteurs observent zèbres, autruches et girafes depuis le sol au du haut du mirador. La fréquentation est en hausse de 4 % cette saison avec un total de 725 000 visiteurs.
En juillet 2009, Bellewaerde Park a 55 ans. Cette année a lieu le Flower Festival. Le nombre de visiteurs recensés se chiffre à 700 000 unités.
En mars 2010, le directeur général annonce que Bellewaerde n'ouvrira plus l'hiver. Dès avril 2010, Bellewaerde Park présente à son public un nouveau film Turtle Vision. Ce film d’animation du réalisateur belge Ben Stassen est projeté à partir du 3 avril dans le cinéma 4-D. Pour la saison estivale, un nouveau show de plongeurs est inauguré : Wakanda.
En 2011, l'attraction de tow boat ride reçoit de nouveau un thème neuf : Jungle Mission et en 2012 apparaît un mirador surplombant les lions et les tigres ainsi qu'un nouvel enclos proposant des bisons dans la section western.
Le 30 mars 2013, Bellewaerde Park inaugure à hauteur d'un investissement de quatre millions d'euros de nouvelles montagnes russes familiales Huracan.
Le 14 janvier 2014, le parc se dote d'une nouvelle identité graphique, d'un nouveau logo, d'une nouvelle baseline et prend le nom de Bellewaerde.
En 2015, dans le cadre des Diamond ThemePark Awards, il remporte l'award du parc avec le meilleur service de Belgique. L'année suivante, il concourt pour 11 Awards, notamment pour le prix du meilleur parc d'attractions ou celui du parc le plus spectaculaire.

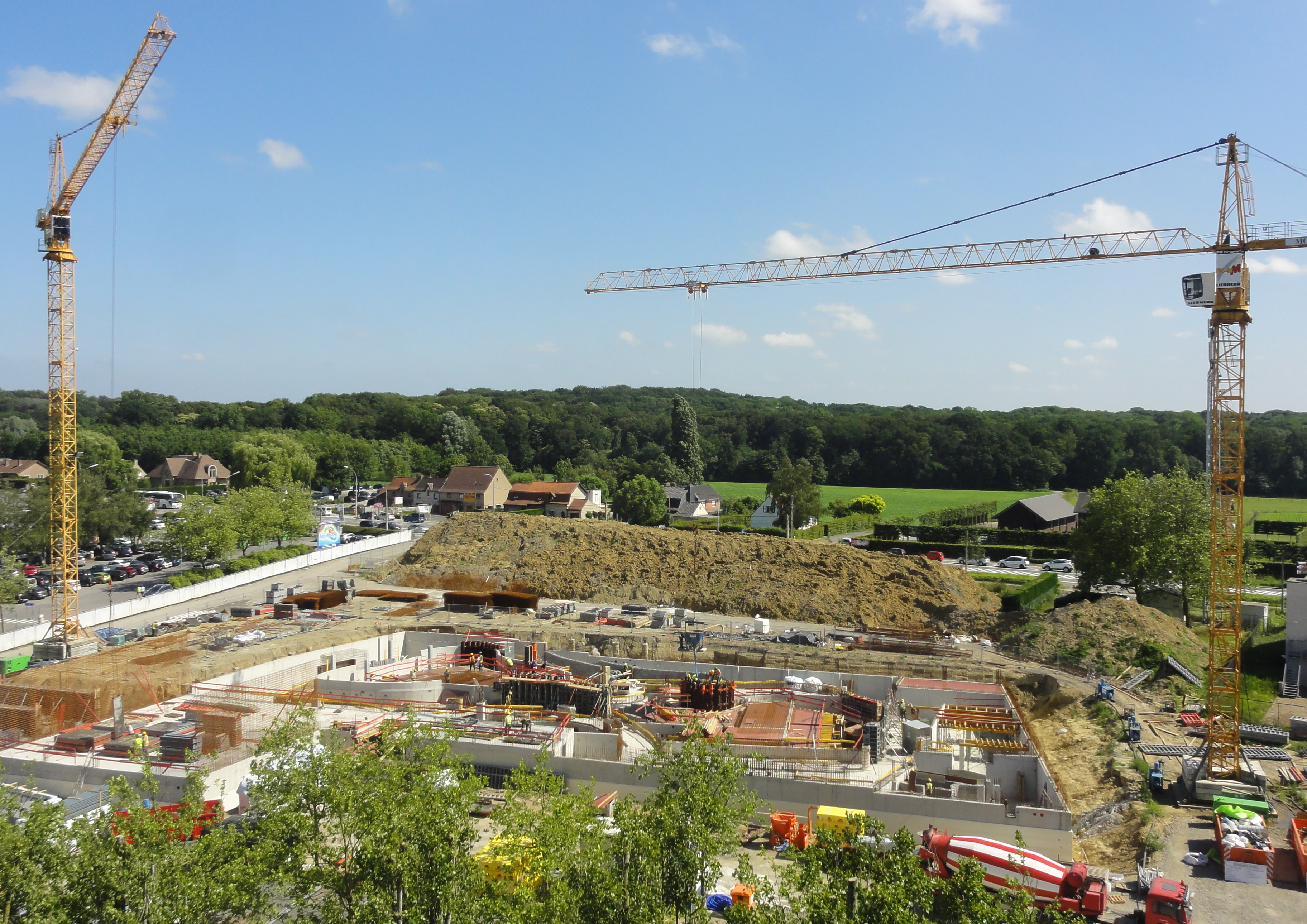
Le parc aquatique en construction en juin 2018.

### Ouverture de Bellewaerde Aquapark
En 2017, le parc investit dans de nouvelles montagnes russes. Une luge sur rail du constructeur Wiegand : Dawson Duel.
Cette même année le parc annonce également la construction d'un parc aquatique pour un investissement de 17 millions d'euros. Bellewaerde Aquapark ouvre le 1er juillet 2019. Il se trouve sur le parking du parc.
En 2020, Bellewaerde ouvre de nouvelles montagnes russes familiales : Wakala, construites dans la zone Canada par Gerstlauer pour une somme de 7,5 millions d’euros. D'une hauteur de 21 mètres, pour 660 mètres de longueur, et 50 km/h, le circuit passe en partie sur le lac et croise le chemin de Dawson Duel. L’île aux singes est déplacée.
En 2022, une attraction iconique du parc ferme définitivement, La Coccinelle. Détruite en même temps que tout le far-west, elle laissera sa place à une nouvelle attraction en 2024.
En 2023, le parc rouvre ses portes avec plusieurs nouveautés :
- Au Canada, une nouvelle attraction familiale est installée à côté de la tour Screaming Eagle : Pssshit Station, une attraction de type Barnyard du constructeur italien Zamperla. Un wagon qui s'incline tout en pratiquant un mouvement de rotation.
- Hampi. Une attraction de type Nebulaz s'installe dans la zone India, à proximité des Léopards de l'amour. D'une hauteur maximum de 10 mètres, elle pivote sur un axe vertical, tandis que ses bras oscillent en mouvements circulaires à 13 tours par minute
- une nouvelle aire de jeux : Hampi Playground thématisée sur le thème de l'inde également. Un espace d'une superficie de 400 m².
- Réaménagement des enclos des tigres et des lions, ainsi que de la savane, création de passerelles, et nouvelle espèce animale qui fait son arrivée : les zèbres de Grévy ;
- Rénovation du restaurant carroussel, le king's table, totalement rethématisé dans un style médiéval ;
- Nouveau film au cinéma 4D, Bigfoot family.

Notons qu’en cette année 2023, et c’est une première depuis 2009, c’est le retour du « winter bellewaerde ».

### Nouvelle zone: Mundo Amazonia
En 2024 Bellewaerde investit 21 millions d’euros pour une nouvelle zone qui remplace le Far-West, totalement détruit. Alors qu'initialement, ce thème devait être conservé, c'est finalement l'Amazonie et le Brésil qui sont choisis. Le nom est officiellement annoncé lors d'une conférence de presse sur le chantier, le 8 février 2024 :  Mundo Amazonia. Une grande attraction aquatique de type Spinning Rapids est inaugurée. Elle comprend une première ascension de vingt mètres, puis une remontée par ascenseur vertical de vingt-six mètres. C’est un parcours de bouées 8 places du constructeur Intamin, unique au monde selon le parc. La durée totale de l'attraction est de 7 minutes, construite entre la rue du far west (détruite) et le Boomerang. Dans la même zone que cette nouveauté, deux autres attractions sont construites, Brazilian Buggies, un kiddie-Coaster de chez Zamperla, accessible dès 90 cms, et clin d'oeil à la coccinelle, et Rio Do Café, un mini-Flume, des mini-bûches pour enfants. Le river-splash est rethématisé sur le thème de la zone. Une boutique souvenirs est ouverte : Samba souvenirs, ainsi qu'un point restauration : Tropical Takeaway.

## Les attractions et animaux

### Jungle

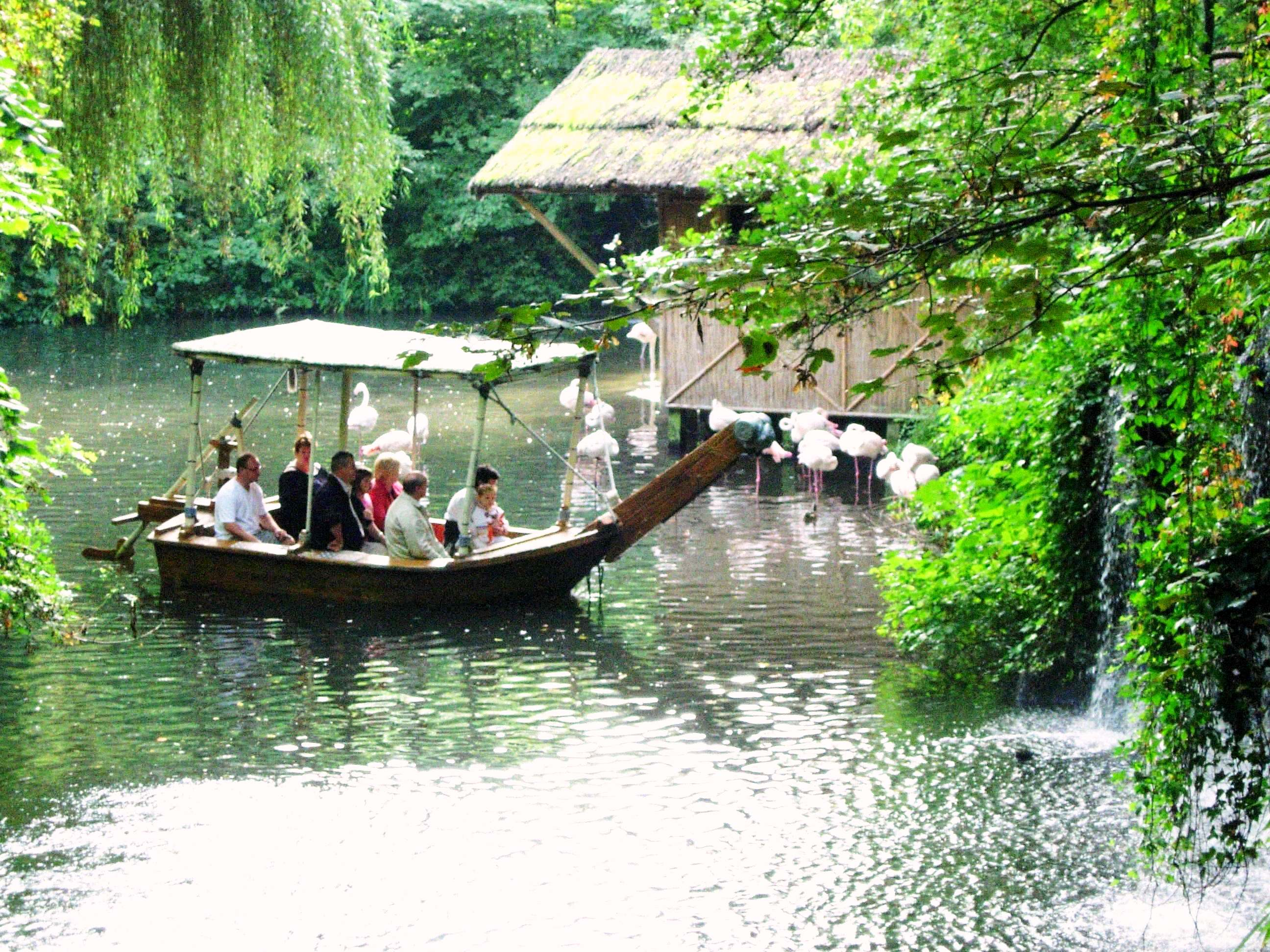
Jungle mission

- Jungle mission ouverte en 1978, Intamin. Présence de capybaras, coatis, aras, ouistitis à toupet blanc, maras et flamants roses
Jungle adventure de 1978 à 1981 puis sur le thème de Bob & Bobette de 1982 à 1996, puis nommé Voodoo river de 1997 à 2010
- La savane avec girafes de Rothschild, zèbres de Grévy,  watusis .
- Lémurs catta, pélicans et Saimiri

### Mexique

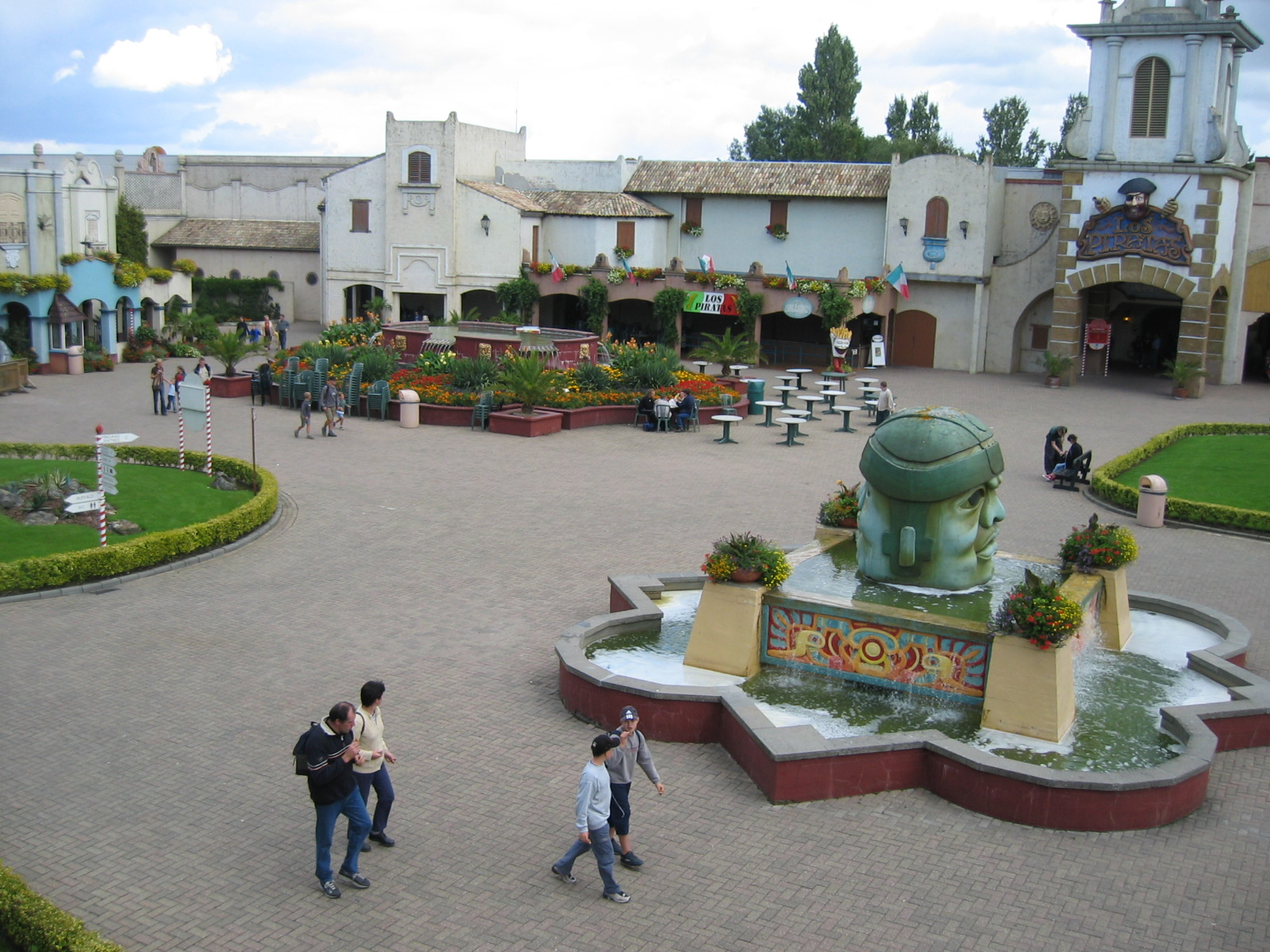
La place mexicaine

- Boomerang, des montagnes russes navette / boomerang de Vekoma (1984).
- Cinéma 4-D. Différents films, selon la période de l'année (2006).
- El Volador est une Topple Tower du constructeur Huss Rides (2005).
- El Toro est un manège du type Breakdance du constructeur Huss Rides ouverte en 2006 provenant du parc Walibi Holland.
- Huracan est un circuit de montagnes russes enfermées du constructeur Zierer sur le thème Maya (2013).

### Mundo Amazonia
- Rio Do Café, un circuit de bûches du constructeur Reverchon, quatre personnes par rondin, chute principale de 12 mètres (1980). Rethématisé en 2024
- Amazonia, une attraction aquatique de types bouées sur toboggan, type spinnings rapids, constructeur Intamin. Après une première ascension de 18 mètres, une première descente en bouées, un ascenseur vertical rotatif tracte les bouées à 19 mètres, la descente se termine par un halfpipe géant (2024).
- Rio Do Cacao, un circuit de mini-bûches, type mini-flume ride, constructeur Zamperla. (2024).
- Brazilian Buggies, des montagnes russes de type Kiddie-coaster, du constructeur Zamperla. Clin d'oeil à la coccinelle disparue en 2022. (2024).

### Inde

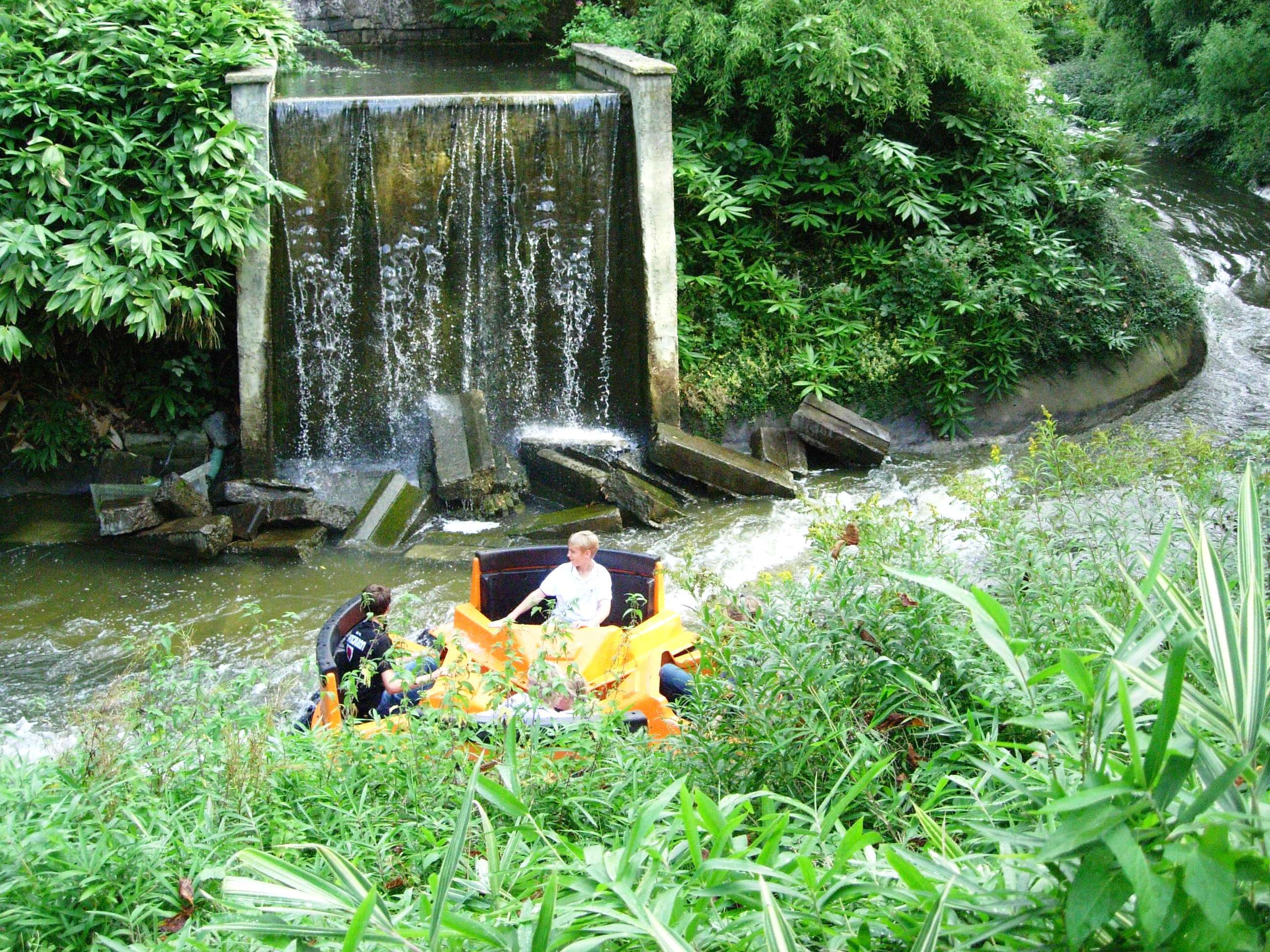
Bengal Rapid River

- Bengal Rapid River est une descente de rivière en bouées du constructeur Vekoma (1988). La thématique revient à Space Leisure.
- Bengal Express est un circuit avec un train à vapeur du constructeur Vekoma (1988). Pendant le circuit, les passagers aperçoivent lions et tigres. La thématique revient également à Space Leisure[note 1].
- Hampi, un manège de type NebulaZ de Zamperla (2023).
- Hampi Playground, une plaine de jeux thématisée sur l'Inde (2023).

### Canada

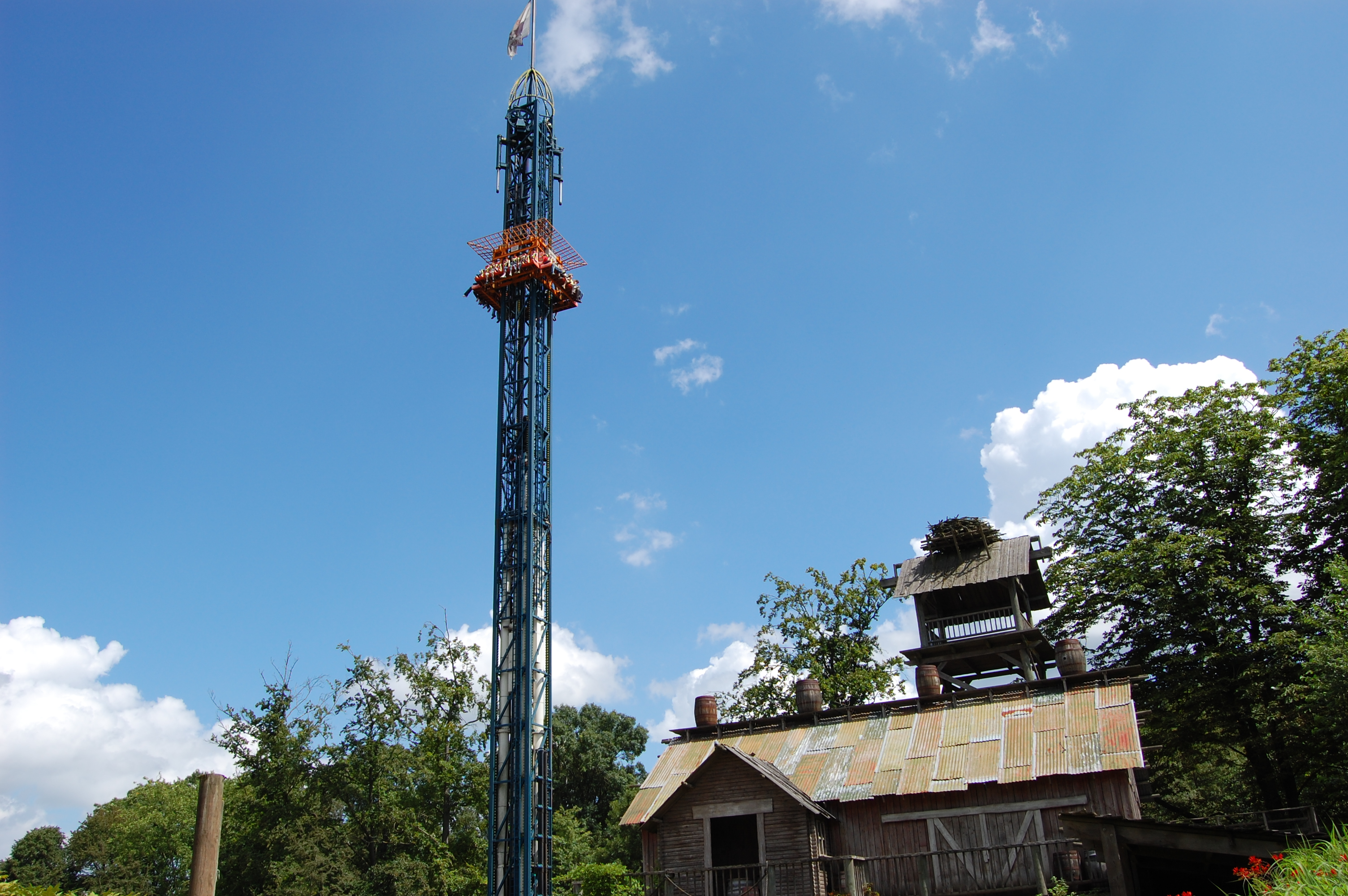
Screaming Eagle dans la section Canada

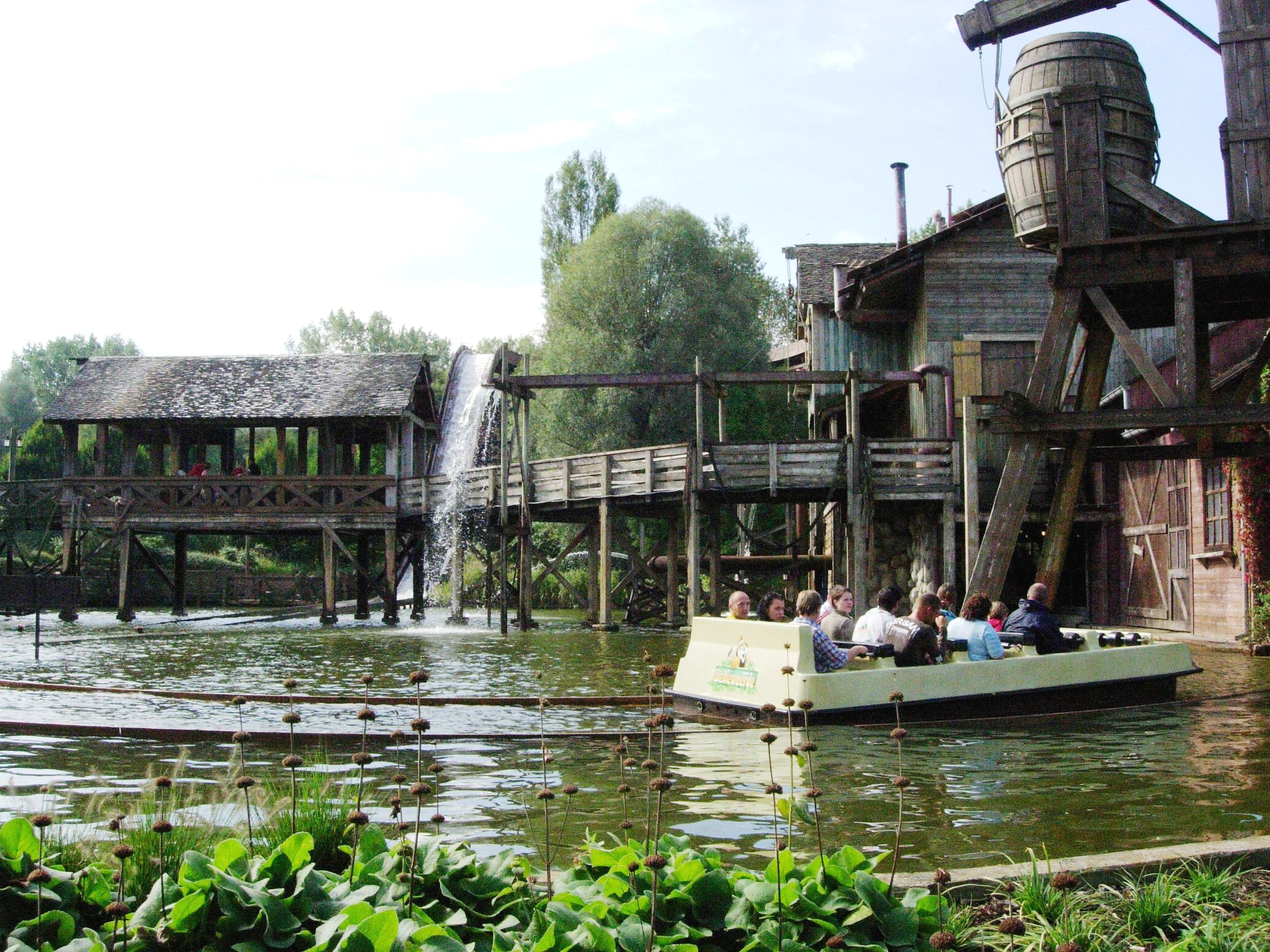
Niagara

- Screaming Eagle, une tour de chute libre haute de 50 mètres de type Shot'N Drop du constructeur Huss Rides (1999). La nacelle décolle en 2 secondes à 70 km/h et 3,5 g avant de redescendre et de remonter encore une fois pour une seconde chute.
- Niagara, Shoot the Chute de 20 mètres de haut du constructeur Interlink (1995). La thématique revient à Space Leisure. Ancienne plus haute chute en bateau de ce type d'Europe avant d'être battue par : Fluch des Pharao, 26 mètres, à Belantis - Tidal Wave, 26 mètres, à Thorpe Park - El Dorado Falls, 27 mètres, à Mirabilandia.
- Wakala : montagnes russes lancées du constructeur Gerstlauer (2020). Avec la spécialité de repartir en arrière à mi-chemin.
- Dawson Duel, luge sur rail, du constructeur Wiegand (2017)
- Big chute, toboggan aquatique en bouée d'une hauteur de 10 mètres de van Egdom (1989).
- Bateau pirate, un bateau à bascule du constructeur Huss Rides (1987).
- Peter Pan, un manège de type Music Express de Mack Rides (1989).
- Pssshit Station, un manège de type Barnyard de Zamperla (2023).
- Saïmiris
- Bisons

### KidsPark
- Carrousel, un carrousel (1983).
- Tasses à café, manège de tasses de Mack Rides (1989).
- Maison Magique de Houdini, une Mad House de Vekoma (1999).
- Flying Carrousel, des chaises volantes altitude maximum de 7 mètres. Ouvertes en 1999, elles proviennent du constructeur Zierer.
- Grenouille, tour de chute junior de Zamperla (2002).
- Train Express, train pour enfants de Zamperla (2002).
- Papillons, manège avions de Zamperla (2002).
- Tuff Tuff, circuit de camions pour enfants de Zamperla (2002).
- Carrosse Fou, Crazy Bus de Zamperla (2002).
- Mini-roue, grande roue junior de Zamperla (2002).
- Ballons Dansants, Balloon Race de Zamperla (2002).
- Village sur pilotis, plaine de jeux (1985).
- Suricates, wallabies, lamas, antilopes, cerfs, chèvres, ratons laveurs, cigognes blanches, grues et ibis.

## Les anciennes attractions

### Jungle

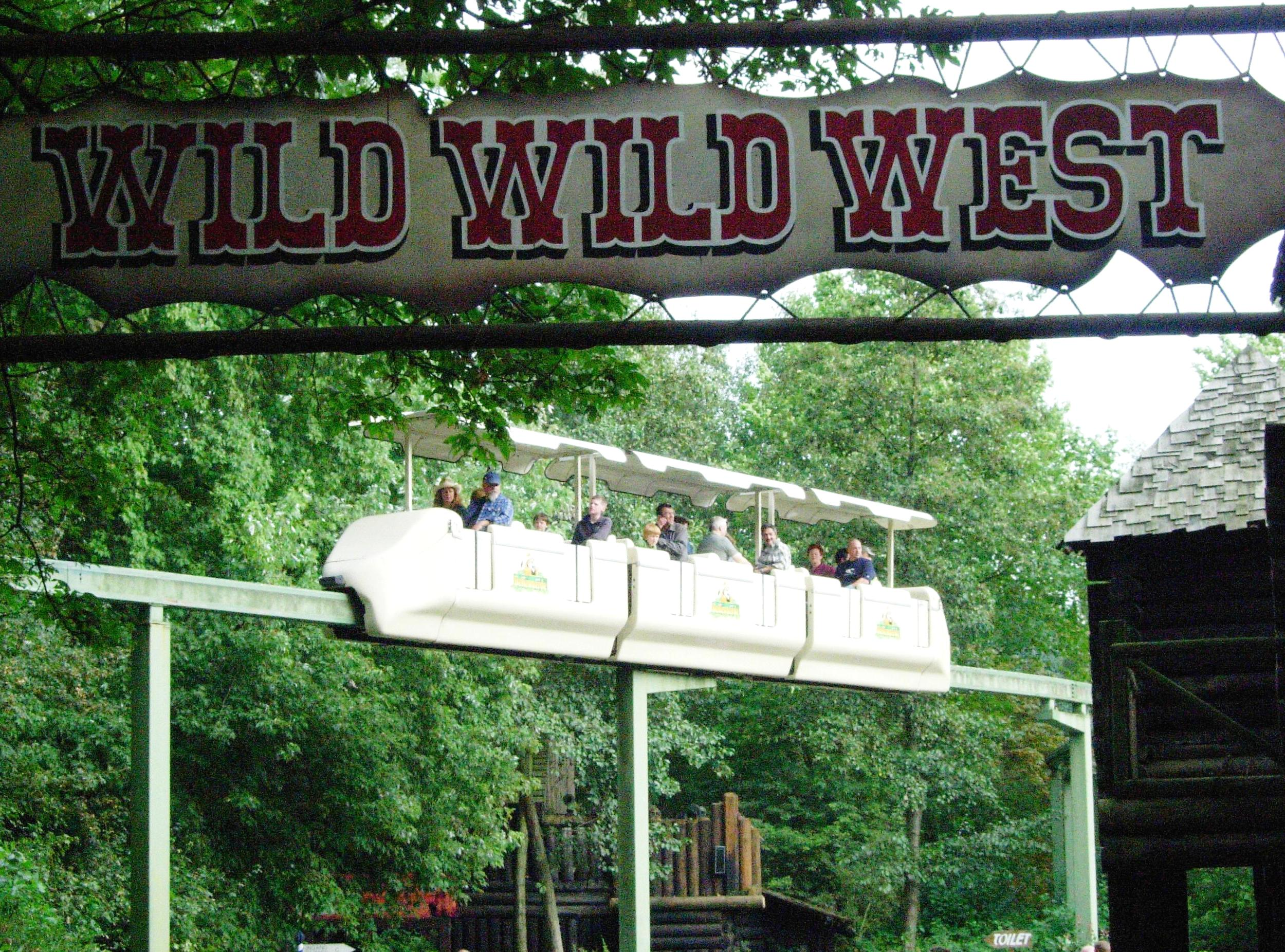
Le monorail

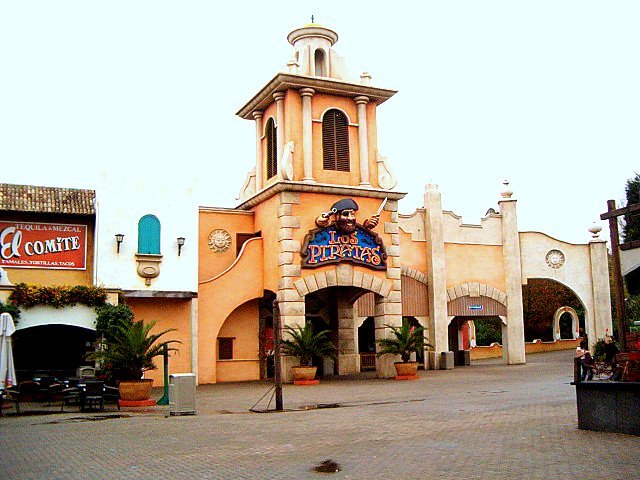
Los Piratas

- Monorail, du constructeur Mahieu, démonté en 2008 à la suite de l'usure, attraction installée en 1983.

### Canada
- Octopus, un manège de type pieuvre de CAH Holland (1987 - 2007). Cette attraction est démontée à cause de l'usure.

### Far West
- Coccinelle, des montagnes russes junior / Large Tivoli Coaster du constructeur Zierer (1981 - 2022).
- Lily’s casino, salle de jeux d'arcade (1987-2022)
- Shooting Gallery, stands de tir (1987-2022)
- Enterprise, modèle Enterprise de Anton Schwarzkopf détruit à la suite d'un incendie (1981 - 1986)
- Cinema 180, Circlorama détruit en 1986 à la suite d'un incendie
- Karting, course de karting (2003 - 2005)
- Old Timers, vieux tacots. (Metallbau Emmeln, 1981 - 2009)

### KidsPark
- De Glijbaan, descente sur tapis d'un toboggan, fermé en 2007
- Piscine à boules, piscine à boules disparue en 2007

### Mexique
- Tico Tico Show, spectacle d’animatroniques de Space Leisure dans le bâtiment du cinéma 4-D (1986 - 2003)
- Dancing Queen, manège familial de Frank Hrubetz & Company (en) (1989 - 2004). Relocalisé aux Pays-Bas pour laisser place à El Volador en 2005
- Los Piratas : un parcours scénique à travers des scènes de pirates des constructeurs Mack Rides et Space Leisure (1991 - 2012)[note 1].